# Крюгер, Отто
Отто Крюгер (англ. Otto Kruger; 6 сентября 1885, Толидо, Огайо — 6 сентября 1974, Вудленд-Хиллз, Калифорния) — американский актёр немецкого происхождения. Пик его кино карьеры пришёлся на 1930-е — 1940-е годы.

## Биография
Внучатый племянник президента Южной Африки Пауля Крюгера. Отто Крюгер получил музыкальное образование. Но позднее решил стать актёром. Дебютировал на Бродвее в возрасте 15 лет. Его актёрская карьера достигла пика в 1920-х — 1930-х годах, когда он снялся в фильме «В цепи» (1934) с Джоан Кроуфорд и Кларком Гейблом в главных ролях. Его амплуа было играть злодеев и коррумпированных бизнесменов. Одной из его примечательных ролей была в фильме Дугласа Сирка «Великолепная одержимость» (1954). Крюгер также сыграл второстепенную роль судьи Перси Метрика в фильме «Ровно в полдень» (1952). Также снимался в ряде телевизионных сериалов. Крюгер умер в день своего 89-летия. Он имеет звезду на голливудской «Аллее славы».
Он был женат на актрисе Сью Макманами, у пары была дочь Оттилия.

## Избранная фильмография
| Год  |   | Русское название          | Оригинальное название    | Роль                |
| ---- | - | ------------------------- | ------------------------ | ------------------- |
| 1934 | ф | Остров сокровищ           | Treasure Island          | доктор Ливси        |
| 1936 | ф | Дочь Дракулы              | Dracula’s Daughter       | доктор Джеффри Гарт |
| 1937 | ф | Они не забудут            | They Won’t Forget        | Майкл Глисон        |
| 1937 | ф | Другой тонкий человек     | Another Thin Man         | Ван Слэк            |
| 1942 | ф | Диверсант                 | Saboteur                 | Чарльз Тобин        |
| 1943 | ф | Солдатский клуб           | Stage Door Canteen       | в роли самого себя  |
| 1944 | ф | Девушка с обложки         | Cover Girl               | Джон Кудэр          |
| 1944 | ф | Это убийство, моя милочка | Murder, My Sweet         | Джулс Эмтор         |
| 1945 | ф | Побег в тумане            | Escape in the Fog        | Пол Девон           |
| 1946 | ф | Дуэль под солнцем         | Duel in the Sun          | мистер Лэнгфорд     |
| 1950 | ф | 711 Оушен Драйв           | 711 Ocean Drive          | Карл Стивенс        |
| 1952 | ф | Ровно в полдень           | High Noon                | судья Перси Меттрик |
| 1954 | ф | Чёрная вдова              | Black Widow              | Гордон Линг         |
| 1959 | ф | Молодые филадельфийцы     | The Young Philadelphians | Джон Маршалл Уортон |